# Mario Holek
Mario Holek (* 28. Oktober 1986 in Brünn) ist ein ehemaliger tschechischer Fußballspieler.

## Karriere
Der Mittelfeldspieler Holek begann seine Laufbahn beim 1. FC Brünn, bei dem er Anfang 2005 in den Profikader aufgenommen wurde. In der Gambrinus Liga debütierte er am 10. April 2005 im Spiel gegen Slovan Liberec und war fortan Stammspieler. Sein erstes Tor in der ersten Liga schoss er fast ein Jahr später am 9. April 2006 gegen Sigma Olomouc und rettete seiner Mannschaft damit einen Punkt. Im Januar 2008 wechselte der Mittelfeldspieler zu Dnipro Dnipropetrowsk in die ukrainische Liga, die Ablösesumme lag laut Medienberichten bei über 50 Millionen Kronen, umgerechnet knapp zwei Millionen Euro. Im Januar 2012 kehrte er nach Tschechien zurück und schloss sich Sparta Prag an. Mit der Mannschaft wurde er 2014 tschechischer Meister und Pokalsieger. Die Saison 2017/18 verbrachte er auf Leihbasis beim Stadtrivalen FK Dukla Prag. Ab Sommer 2018 stand er noch beim 1. FK Příbram unter Vertrag, für den er jedoch kein Spiel mehr bestritt, ehe er seine Spielerkarriere Anfang 2019 beendete.
Sein Länderspieldebüt gab Holek am 18. November 2009 bei der 0:2-Niederlage gegen Aserbaidschan. Bis 2015 bestritt er insgesamt acht Länderspiele mit der Mannschaft.